# Tomba Franco Adamo
La tomba Franco Adamo è una tomba etrusca ubicata nella necropoli dei Monterozzi, a Tarquinia.

## Storia
La tomba venne edificata nel corso del V secolo a.C.: circa un secolo dopo, un'ulteriore tomba venne costruita su di essa. Nel dicembre del 2022, a seguito di alcune voragini formatesi in un campo agricolo, gli archeologi scoprirono alcune tombe già depredate in passato: tramite un'apertura venutasi a formare a seguito di un crollo della parete raggiunsero una sepoltura sconosciuta con pareti affrescate, la quale venne identificata con il numero 6438 e intitolata alla memoria del restauratore Franco Adamo, scomparso nel maggio 2022.

## Descrizione
La tomba, già profanata del suo corredo funerario, come si denota dal foro praticato sulla pietra d'ingresso, è a camera ipogea; al momento del ritrovamento al suo interno è stato trovato parte del corredo funerario proveniente dalla tomba superiore, a seguito del crollo di una parete, in particolare vasi di ceramica attica a figure rosse.
Sulla parete di fondo, in parte crollata, sono affrescati due giovani e una donna, probabilmente la defunta; sulla parete di sinistra è raffigurata una danza con un flautista intorno al quale ruotano sia uomini che donne, mentre sulla parete di destra è dipinta un'officina metallurgica, in particolare un operaio intento a lavorare un oggetto su un'incudine tenuto con una tenaglia, tre uomini alla fornace e un'altra figura maschile che assiste alla scena, riccamente abbigliata: questa scena potrebbe raffigurare il lavoro della famiglia oppure il laboratorio del dio Sethlans.